# Lepidiota picticollis
Lepidiota picticollis är en skalbaggsart som beskrevs av Lea 1916. Lepidiota picticollis ingår i släktet Lepidiota och familjen Melolonthidae. Inga underarter finns listade i Catalogue of Life.